# Attentat de la maison MacDonald
L'attentat à la bombe de MacDonald House est une attaque terroriste contre le bâtiment de MacDonald House à Orchard Road, Singapour, le 10 mars 1965, quelques mois seulement avant l'expulsion de Singapour de la Malaisie. 

## Déroulements
La bombe à la nitroglycérine a été posée par des saboteurs indonésiens pendant la période de confrontation intensifiée entre l'Indonésie et la Malaisie, également connue sous le nom de Konfrontasi . L'explosion a tué trois personnes et en a blessé au moins 33 autres. À l'époque, le bâtiment était utilisé par HSBC,.
Au cours de cette période, l'Indonésie s'est ouvertement opposée à la formation de la Malaisie, estimant qu'elle n'était qu'un État néocolonial, notamment pour les Britanniques. Les saboteurs indonésiens ont organisé une campagne de terreur à Singapour, qui était alors un État et une ville importants au sein de la Malaisie. Il y a eu au total 37 attentats à la bombe de 1963 à 1966. Ils étaient formés pour attaquer des installations militaires et des services publics. Toutefois, lorsque les saboteurs échouent dans leurs tentatives d'attaquer ces installations, qui sont lourdement gardées, ils font exploser des bombes sans discernement pour semer la panique et perturber la vie à Singapour et en Malaisie.
En 1964, les explosions de bombes sont devenues fréquentes. Pour aider la police et l'armée à défendre Singapour contre ces attaques, une force de volontaires a été créée. Plus de 10 000 personnes se sont inscrites comme volontaires. Des centres communautaires ont servi de base aux volontaires pour patrouiller dans leurs quartiers. Dans les écoles, les élèves ont subi des exercices d'alerte à la bombe. Le gouvernement a également averti les Singapouriens de ne pas manipuler de colis d'apparence suspecte dans les immeubles ou le long des rues. Malgré les efforts des Britanniques, de petits groupes de saboteurs parviennent à s'infiltrer dans l'île et à poser des bombes. En mars 1965, 29 bombes au total avaient explosé à Singapour.

## Attaque
Les trois saboteurs indonésiens, Harun Said, Osman bin Haji Mohamed Ali et Gani bin Arup, étaient arrivés à Singapour en provenance de Java à 11 heures du matin, habillés en civil. Ils avaient reçu l'ordre de faire exploser une centrale électrique, mais se sont dirigés vers le MacDonald House. L'attentat à la bombe du 10 mars 1965 contre le MacDonald House a été le plus grave des attentats à la bombe qui se sont produits à Singapour, lorsqu'une bombe a explosé à 15 h 7 dans l'immeuble de 10 étages. 
La bombe a tué trois personnes ; deux femmes qui étaient employées de HSBC, Elizabeth Suzie Choo, 36 ans, secrétaire et Juliet Goh, 23 ans, commis. La troisième victime, Mohammed Yasin bin Kesit, 45 ans, chauffeur et père de huit enfants, est tombé dans le coma après l'explosion et est décédé plus tard. Trente-trois autres personnes ont été blessées. Au moment de l'attentat à la bombe, le bâtiment avait également abrité le haut-commissariat australien et le consulat japonais,, et était situé à seulement 1,4 km de l'Istana, aujourd'hui la résidence officielle du président de Singapour.